# Ambroży Mieroszewski
Ambroży Mieroszewski (1802–1884) byl polský malíř, aktivní přibližně od roku 1829, první známý portrétista Fryderyka Chopina.

## Dílo
Mieroszewskiho práce zahrnují portréty vytvořené v roce 1829: Fryderyk Chopin, jeho rodiče — Mikołaj Chopin (1771–1844) a Justyna Chopinová, rozená Krzyżanowska; Fryderykova starší sestra Ludwika a mladší sestra Izabela. V témže roce namaloval také portrét Fryderykova prvního učitele klavíru, Vojtěcha Živného.
Všech šest portrétů bylo majetkem Laury Ciechomské z Varšavy. Byly ztraceny v září 1939. Zůstaly pouze jejich černobílé fotografie, podle nichž v roce 1968 Anna Chamiecová zhotovila barevné kopie Fryderyka. Kopie dalších členů rodiny vytvořil v roce 1969 Jan Zamoyski. Kopii portrétu Vojtěcha Živného vytvořila v roce 1969 Jadwiga Kunicka-Bogackova.

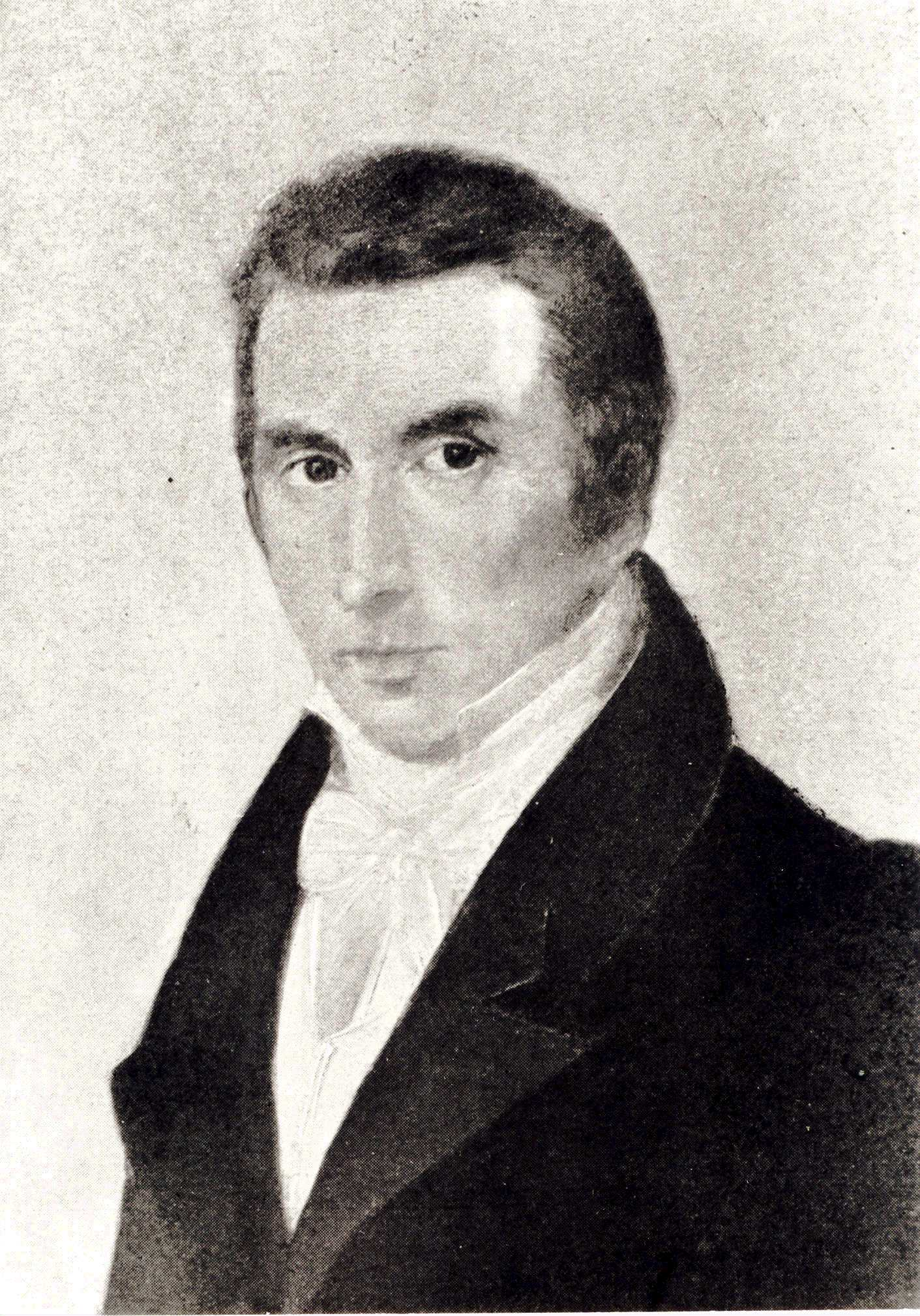
Mikołaj Chopin
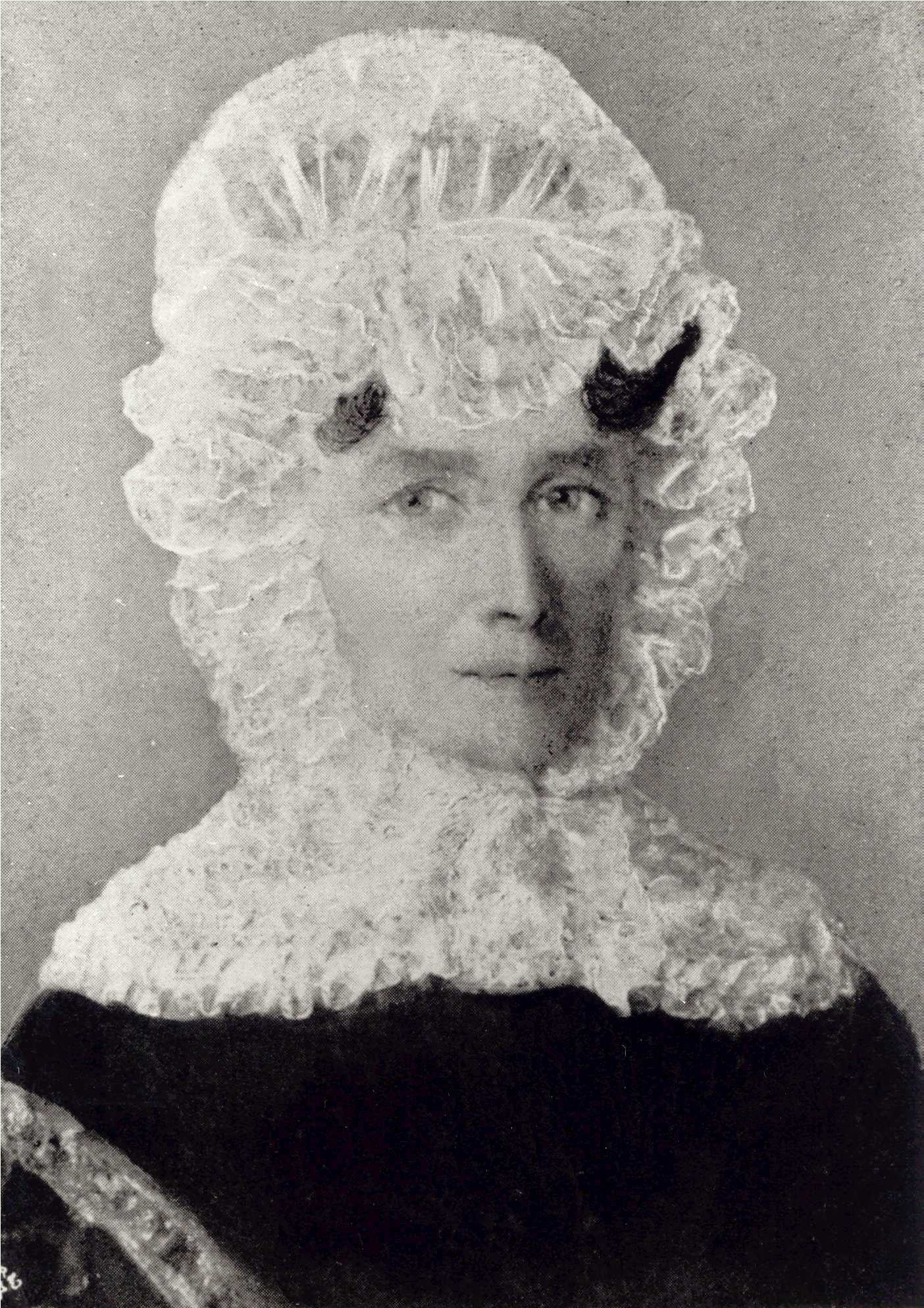
Justyna Chopinová
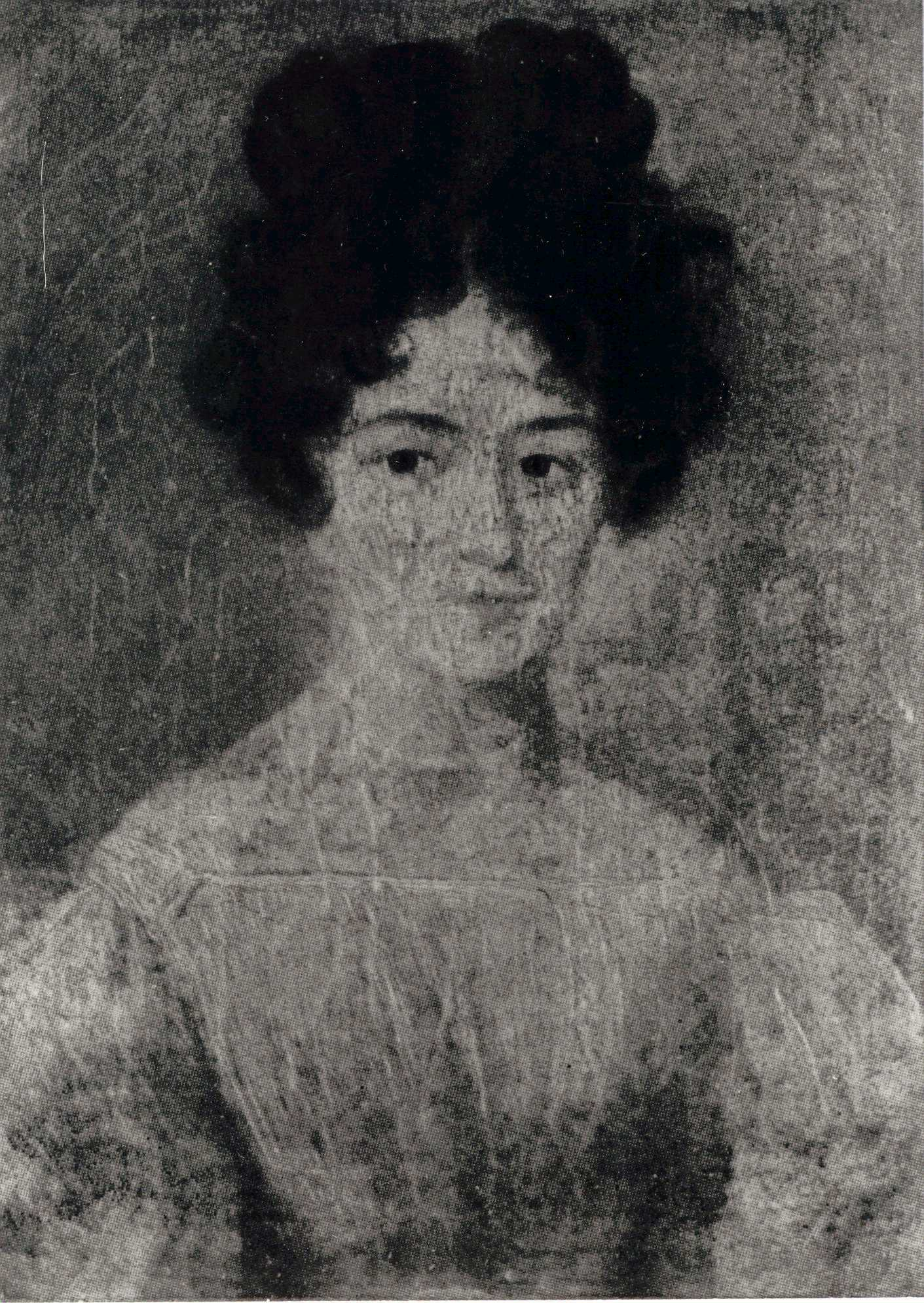
Ludwika Chopinová
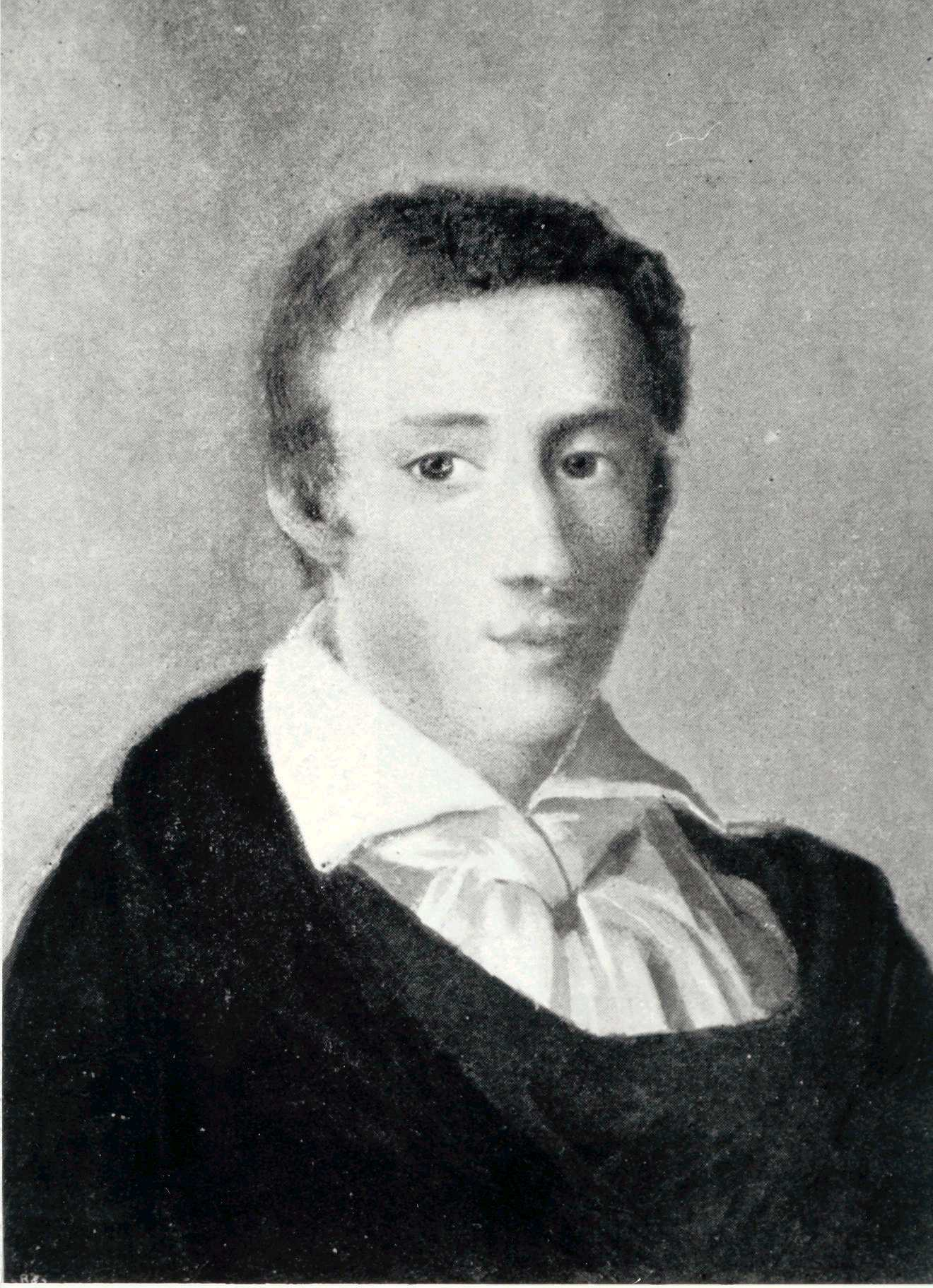
Fryderyk Chopin
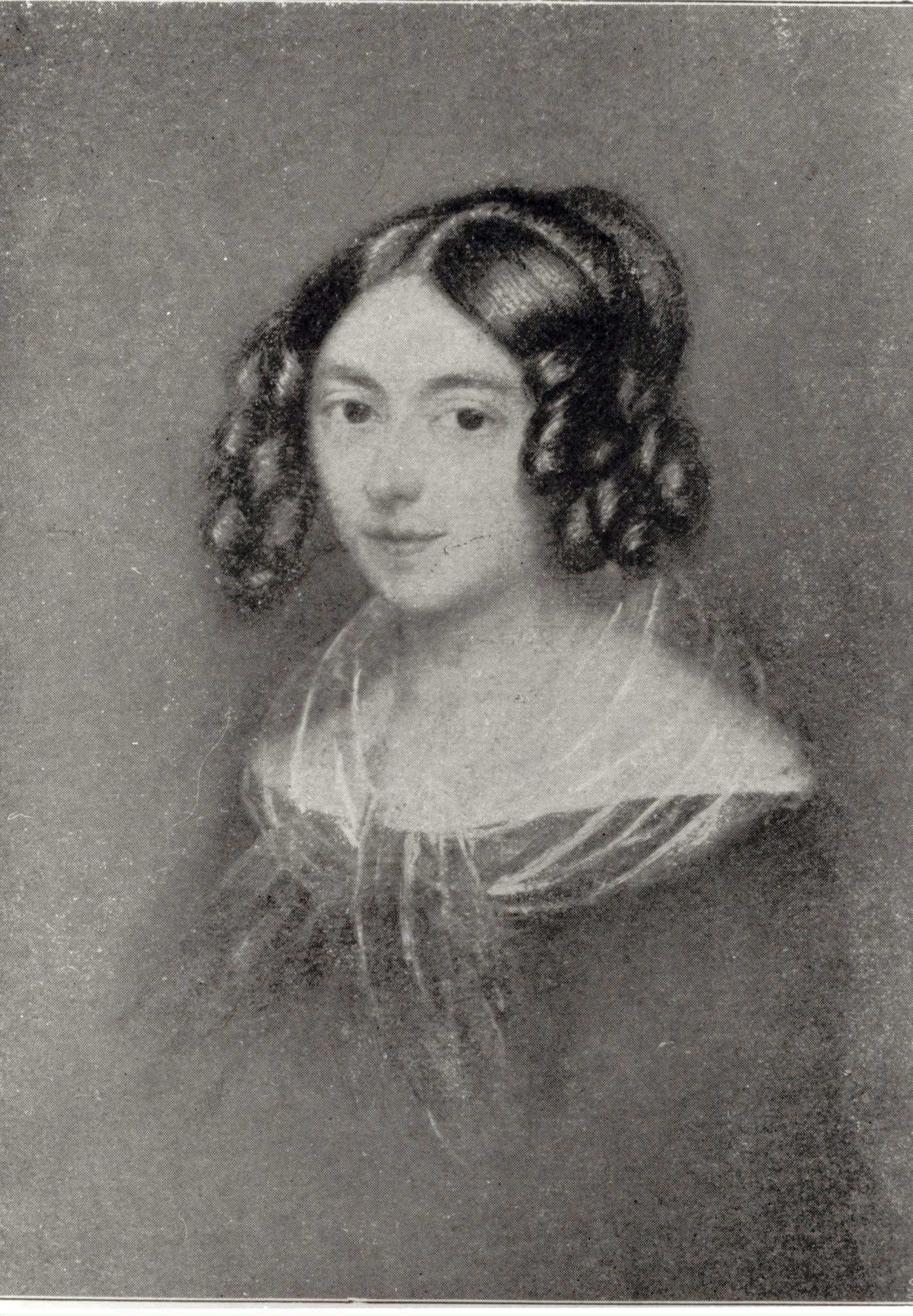
Izabela Chopinová

Kolekce byla namalována rok před Chopinovým odjezdem z vlasti.